# Naitimu
Naitimu is een bestuurslaag in het regentschap Belu van de provincie Oost-Nusa Tenggara, Indonesië. Naitimu telt 4447 inwoners (volkstelling 2010).